# La scimmia sulla schiena
La scimmia sulla schiena (originariamente titolato Junk, poi Junkie: Confessions of an Unredeemed Drug Addict; in seguito, solo Junky) è un romanzo di William Burroughs, lo scrittore dell'americana Beat Generation, inizialmente pubblicato con lo pseudonimo di William Lee nel 1953. Nel 1977 apparve la prima edizione integrale, con un'introduzione di Allen Ginsberg; infine, nel 2003, uscì la versione definitiva, a cura di Oliver Harris.
Prima opera pubblicata dall'autore, di chiaro segno semi-autobiografico, il suo titolo si riferisce all'espressione usata da Burroughs per indicare l'astinenza da eroina e morfina che si manifesta con dolori alla schiena causati dal diminuire dell'effetto anestetico dell'eroina al sistema nervoso periferico ed in particolare al midollo allungato. Libro molto apprezzato per il suo linguaggio crudele e beffardo in cui, nonostante la forma narrativa, egli spiega con molta precisione e lucidità le proprie esperienze di consumatore di droghe, e gli effetti derivanti dall'assunzione di morfina ed eroina.

## Tema
Burroughs comincia a scrivere Junkie a Città del Messico, dove rimase dal 1948 al 1950, sotto il governo Aleman, quando frequentava l'Università del Messico con una borsa di studio per ricerche sulla storia azteca e i codici, la lingua e l'archeologia maya. Burroughs assumeva eroina e morfina già dai tempi di New York e New Orleans, comprandole legalmente con normali ricette mediche (all'epoca queste droghe erano vendute anche in farmacia) o al mercato nero.
A differenza dei successivi romanzi, volti a sovvertire la coscienza del lettore, e creare un nuovo linguaggio capace di sopperire le falle della comunicazione scritta e orale, Junkie ha il compito di fare da premessa ad una mente consapevole e lucida.
L'autore otteneva le ricette mediche di eroina o di morfina inventando con i dottori le scuse più strane e bizzarre. Burroughs razionalmente ed  obiettivamente annota la sua esperienza di tossicomane in genere, da medico, da antropologo, per testare gli effetti delle droghe ed osservarne i risultati. Alla fine dell'opera si parla dello Ayahuasca e della telepatia che diventeranno temi costanti nelle successive opere di Burroughs.

## Edizioni italiane
- La scimmia sulla schiena, traduzione di Bruno Oddera, Milano, Rizzoli, 1962. - Introduzione di Fernanda Pivano, Milano, BUR-Rizzoli, 1976; Milano, Club Italiano dei Lettori, 1981; Collana La scala, BUR, 1998.
- Junky, traduzione di Andrew Tanzi, a cura di Oliver Harris, Collana Fabula n.387, Milano, Adelphi, 2023, ISBN 978-88-459-3756-9.